# Carlos Gurpegi
Carlos Gurpegi Nausia (Pamplona, 19 agosto 1980) è un allenatore di calcio ed ex calciatore spagnolo, di ruolo difensore o centrocampista.

## Biografia
Il 3 novembre 2003 viene squalificato per due anni dopo essere risultato positivo al nandrolone dopo un controllo effettuato al termine della partita contro la Real Sociedad del 1º settembre. Gurpegi sconta interamente la squalifica, ch'era stata prevista fino al 23 aprile 2008, venendo successivamente riconosciuto innocente.

## Carriera
Ha giocato nella prima divisione spagnola.
In carriera ha anche giocato 5 partite con la Selezione di calcio dei Paesi Baschi.

## Palmarès

### Giocatore

#### Competizioni nazionali
- Supercoppa di Spagna: 1

Athletic Bilbao: 2015

### Allenatore

#### Competizioni nazionali
- Segunda Federación: 1

Bilbao Athletic: 2023-2024 (gruppo 2)